# ناتانیل مارستون
ناتانیل مارستون (انگلیسی: Nathaniel Marston؛ ۹ ژوئیهٔ ۱۹۷۵ – ۱۱ نوامبر ۲۰۱۵) یک هنرپیشه اهل ایالات متحده آمریکا بود. وی بین سال‌های ۱۹۹۶ تا ۲۰۱۱ میلادی فعالیت می‌کرد.